# Earl Boen
Earl Boen, né le 8 août 1941 à 
New York, dans l'État de New York, aux (États-Unis), et mort le 5 janvier 2023 à Honolulu, aux (États-Unis), est un acteur américain.

## Biographie
Earl Boen est notamment connu pour avoir incarné le psychologue Silberman dans les trois premiers opus de la franchise Terminator.

## Filmographie

### Cinéma
- 1977 : On m'appelle Dollars (Mr. Billion) de Jonathan Kaplan : l'aide du colonel Winkle
- 1978 : The Fifth Floor (no) d'Howard Avedis : Phil
- 1979 : Tendre Combat (The Main Event) d'Howard Zieff : Nose - Kline
- 1980 : Soggy Bottom, USA de Theodore J. Flicker : Owen
- 1980 : Les Mercenaires de l'espace (Battle Beyond the Stars) de Jimmy T. Murakami : Nestor 1
- 1980 : Comment se débarrasser de son patron (Nine to Five) de Colin Higgins : M. Perkins
- 1982 : Y a-t-il enfin un pilote dans l'avion ? (Airplane II: The Sequel) de Ken Finkleman : Docteur
- 1983 : L'Homme aux deux cerveaux (The Man with Two Brains) de Carl Reiner : Dr Felix Conrad
- 1983 : To Be or Not to Be d'Alan Johnson : Dr Boyarski
- 1984 : Terminator (The Terminator) de James Cameron : Dr Peter Silberman
- 1985 : Movers and Shakers (Movers & Shakers) de William Asher : Marshall
- 1986 : Touch and Go de Robert Mandel : serveur
- 1986 : Stewardess School (en) de Ken Blancato : M. Adams
- 1987 : G.I. Joe: The Movie de Don Jurwich (vidéo) : Taurus (voix)
- 1987 : Walk Like a Man (en) de Melvin Frank : Jack Mollins
- 1988 : 18 Again! (en) de Paul Flaherty (en) : le père de Robin
- 1988] : Appel d'urgence (Miracle Mile) de Steve De Jarnatt : l'ivrogne devant le café
- 1988 : Futur immédiat, Los Angeles 1991 (Alien Nation) de Graham Baker : Duncan Crais
- 1988 : J'ai épousé une extra-terrestre (My Stepmother Is an Alien) de Richard Benjamin : Révérend
- 1990 : Désigné pour mourir (Marked for Death) de Dwight H. Little : Dr Stein
- 1991 : Chopper Chicks in Zombietown : Boucher
- 1991 : Terminator 2 : Le Jugement dernier (Terminator 2: Judgment Day) de James Cameron : Dr Peter Silberman
- 1991 : Guilty as Charged de Sam Irvin : Chemical Manufacturer
- 1992 : Porco Rosso (Kurenai no buta) de Hayao Miyazaki (voix)
- 1992 : Samantha (en) de Stephen La Rocque : Support Group Leader
- 1994 : Sioux City (en) de Lou Diamond Phillips : Andre
- 1994 : Y a-t-il un flic pour sauver Hollywood ? (Naked Gun 33 1/3: The Final Insult) de David Zucker : Dr Stuart Eisendrath
- 1995 : Gordy de Mark Lewis : Minnesota Red (voix)
- 1996 : Bruno the Kid: The Animated Movie (vidéo) (voix)
- 1996 : T2 3-D: Battle Across Time de John Bruno et James Cameron : Dr Peter Silberman
- 1996 : Le Prince (The Prince) : M. Howell
- 1996 : Le Dentiste (The Dentist) de Brian Yuzna : Marvin Goldblum
- 1997 : Risques et Périls (Living in Peril) : technicien des empreintes
- 1998 : Drôle de couple 2 : Fred
- 1999 : Poseidon's Fury: Escape from the Lost City : Zeus (voix)
- 2000 : La Famille foldingue (Nutty Professor II: The Klumps) : Dr Knoll
- 2001 : The Majestic de Frank Darabont : Newsreel Announcer (voix)
- 2002 : La Famille Delajungle, le film (The Wild Thornberrys Movie) de Cathy Malkasian et Jeff McGrath : gorille (voix)
- 2002 : Now You Know (en) : grand-père
- 2003 : Terminator 3 : Le Soulèvement des machines (Terminator 3: Rise of the Machines) de Jonathan Mostow : Dr Peter Silberman
- 2004 : Clifford's Really Big Movie : M. Bleakman (voix)
- 2005 : The Toy Warrior de Kyungwon Lim (voix)

### Télévision

#### Séries télévisées
- 1962 : Les Jetson (The Jetsons) (voix)
- 1981 : It's a Living : Dennis Hubner
- 1981 : Code Red (TV)
- 1981 : Shérif, fais moi peur (The Dukes of Hazzard, série TV) : Eustiche Hastings (saison 3, épisode 17 : un visiteur inattendu)
- 1984 - 1986 : Madame est servie (Who's the Boss?) : Jim Peterson (5 épisodes)
- 1985 : G.I. Joe: Héros sans frontières (G.I. Joe: A Real American Hero) : Taurus
- 1985 : ALF : Warren
- 1987 : Mr. President : Dave
- 1987 : The Law and Harry McGraw
- 1988 : Scooby-Doo : Agence Toutou Risques (A Pup Named Scooby-Doo) (voix)
- 1988: Star Trek: The Next Generation - Where Silence Has Lease
- 1989 : Arabesque (Murder, She Wrote), saison 5 : épisode Un Sosie Parfait

- 1990 : Les Contes de la crypte (Tales from the Crypt série TV) : Mr Clayton (1 épisode : Dead Right)
- 1991 : Santa Barbara (Santa Barbara) : le juge Caldwell
- 1991 : La Vie de Famille : Dr Goodrich (saison 3 épisode 4)
- 1992 : Le Prince de Bel-Air : Ed (saison 3 épisode 18)
- 1993 : The Further Adventures of SuperTed (voix)
- 1993 : Bonkers : Leonard Kanifky, chef de la police
- 1993 : Junior le terrible (Problem Child) (voix)
- 1994 : Skeleton Warriors (voix)
- 1996 : Bruno the Kid (voix)
- 1997 : Zorro (The New Adventures of Zorro) : Capitaine Montecero (voix)
- 2001 : Captain Sturdy (voix)

#### Téléfilms
- 1972 : Cyrano de Bergerac (TV) : Le Bret
- 1976 : La Mégère apprivoisée (The Taming of the Shrew) : A Pedant
- 1978 : Last of the Good Guys (TV) : Ike
- 1981 : The Children Nobody Wanted (TV) : Madden
- 1983 : Antoine et Cléopâtre (Antony and Cleopatra) : Lepidus
- 1983 : I Take These Men (TV) : Walter Bromfield
- 1983 : For Members Only (TV) : Sherman Ralston
- 1984 : Miss muscles (Getting Physical) (TV) : Byron Waldo
- 1986 : Annihilator, le destructeur (Annihilator) de Michael Chapman : Sid
- 1987 : Tales from the Hollywood Hills: Natica Jackson (TV) : Andre De Selco
- 1987 : Tales from the Hollywood Hills: A Table at Ciro's (TV) : Andre De Selco
- 1988 : Going to the Chapel (TV) : M. Palmer
- 1989 : Pryde of the X-Men (TV) : Colossus (voix)
- 1989 : Double Your Pleasure (TV) : Employé du magasin
- 1990 : Perry Mason: The Case of the Poisoned Pen (TV)
- 1990 : Opposites Attract de Noel Nosseck : Professeur Sutton
- 1990 : Menu for Murder (TV)
- 1993 : Darkness Before Dawn (TV) : Justice of the Peace
- 1994 : The Companion (TV) : Marty Bailin
- 1995 : A Pinky & the Brain Christmas Special (TV) : Père Noël
- 1996 : Norma Jean & Marilyn (TV) : Studio Physician
- 1996 : Within the Rock de Gary J. Tunnicliffe : Michael Isaacs
- 2000 : Ali: An American Hero (TV) : Howard Cossell
- 2001 : The Jennie Project (TV) : Révérend Palliser